# Matt Stone
Matt Stone (født 26. maj 1971) er den ene af skaberne bag tv-serien South Park. Han har skabt serien sammen med Trey Parker.
Lægger stemme til følgende figurer i South Park:
- Kyle Broflovski og hans far Gerald
- Kenny McCormick og hans far Stuart
- Leopold "Butters" Stotch
- Jimbo Kern
- Terrance Henry Stoot (blot kaldet Terrance)
- Jesus
- Saddam Hussein
- Tweek Tweak
- Father Maxi (South Parks præst)
- John McCain